# Cristal do Sul
Cristal do Sul é um município brasileiro do estado do Rio Grande do Sul, fundado no ano de 1995. A maioria da população é de descendência alemã e polonesa.

## Geografia
Localiza-se a uma latitude 27º27'14" sul e a uma longitude 53º14'47" oeste, estando a uma altitude de 369 metros. Sua população estimada em 2013 era de 2.826 habitantes.